# Lyndonville (Vermont)
Peacham es una villa ubicada en el condado de Caledonia en el estado estadounidense de Vermont. En el año 2010 tenía una población de 1.207 habitantes y una densidad poblacional de 574,76 personas por km².

## Geografía
Peacham se encuentra ubicado en las coordenadas 44°32′01″N 72°00′11″O / 44.53361, -72.00306.

## Demografía
Según la Oficina del Censo en 2000 los ingresos medios por hogar en la localidad eran de $26,354 y los ingresos medios por familia eran $34,926. Los hombres tenían unos ingresos medios de $26,759 frente a los $21,016 para las mujeres. La renta per cápita para la localidad era de $15,006. Alrededor del 17.7% de la población estaba por debajo del umbral de pobreza.